# Plone
Пло́ун (англ. Plone) — вільна система керування вмістом, написана на мові програмування Пайтон для платформи Zope.  Розповсюджується за ліцензією GNU GPL. Проектувалася з оглядом на подальше розширення її функціональності. Використовується для розгортання внутрішніх вебсайтів, але може використовуватись і для розгортання вебсерверу у мережі Інтернет, який буде виконувати роль системи публікації документів та інструменту взаємодії співробітників.
Плоун розповсюджується під вільною ліцензією ГНУ (англ. GNU). Додаткові модулі можуть бути знайдені на сайті розробників, чи в мережі Інтернет. Усі інтелектуальні права та торгові марки захищаються організацією, яка називається Plone Foundation.
Плон є безпечним (захищеним) продуктом, але разом з тим має досить великі потреби у ресурсах. Плон зарекомендував себе саме як вдалий продукт для потреб навчальних закладів, підприємств, урядових проектів.
Розробка була розпочата у 1999. З моменту представлення він почав швидко набирати популярність і став однією з найкращих і найуживаніших систем управління вмістом у світі. 